# Żółtoporek tropikalny

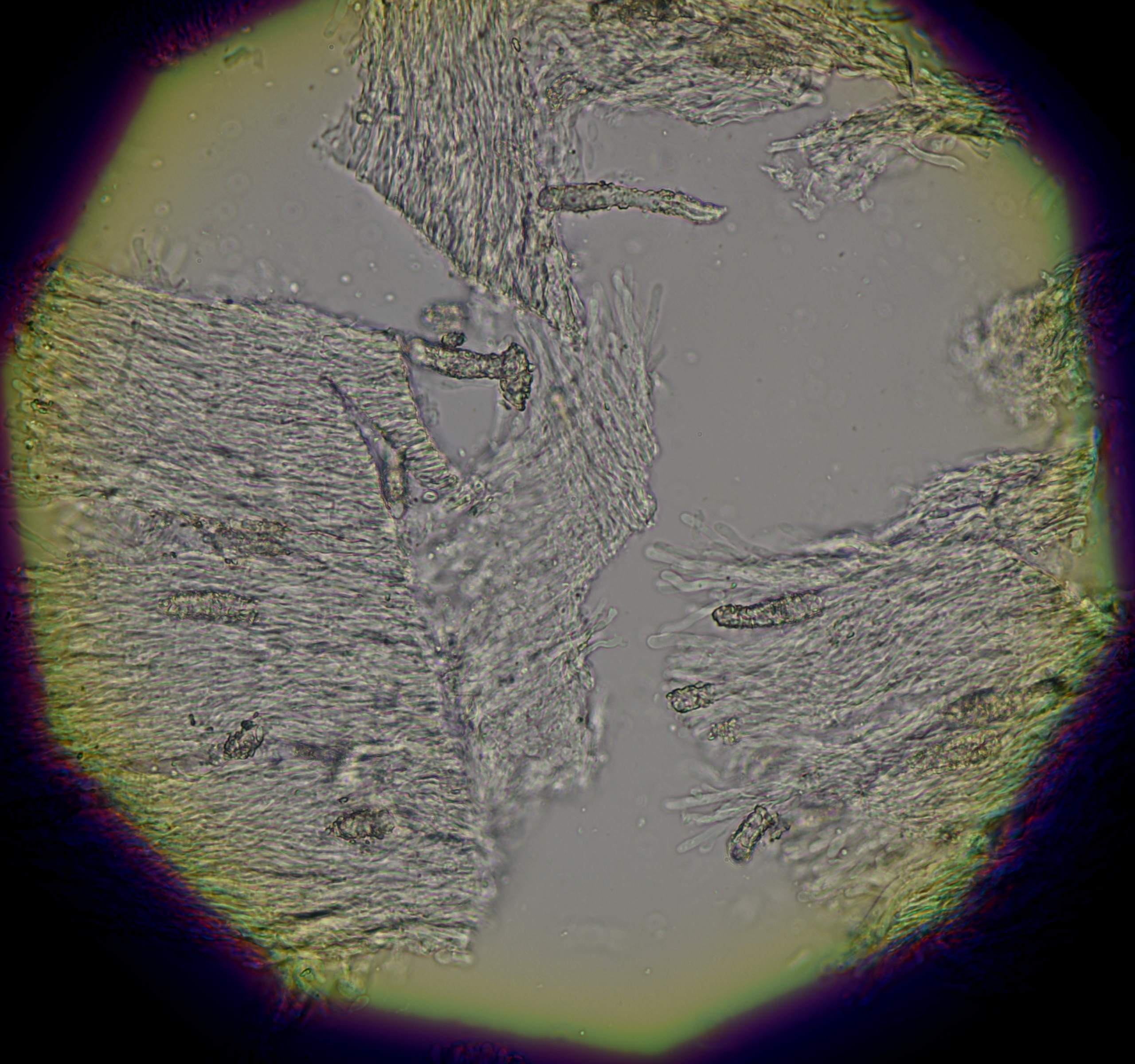
Metuloidy

Żółtoporek tropikalny (Flaviporus brownii (Humb.) Donk) – gatunek grzybów należący do rodziny ząbkowcowatych (Steccherinaceae).

## Systematyka i nazewnictwo
Pozycja w klasyfikacji według Index Fungorum: Flaviporus, Steccherinaceae, Polyporales, Incertae sedis, Agaricomycetes, Agaricomycotina, Basidiomycota, Fungi.
Po raz pierwszy takson ten opisał w 1793 r. Alexander von Humboldt, nadając mu nazwę Boletus brownii. Potem zaliczany był do różnych innych rodzajów. Obecną, uznaną przez Index Fungorum nazwę nadał w 1960 r. Marinus Anton Donk, przenosząc go do rodzaju Flaviporus. Ma 16 synonimów. Niektóre z nich:
- Irpex brownii (Humb.) Kotir. & Saaren. 2002
- Junghuhnia brownii (Humb.) Niemelä 1998[2].

Stanisław Domański i inni w 1967 r. nadali mu polską nazwę żółtoporek Browna, Władysław Wojewoda w 2003 r. zmienił ją na żółtoporek tropikalny.

## Morfologia
Owocnik
Grzyb poliporoidalny o owocniku rozpostartym lub rozpostarto-odgiętym, o szerokości do 12 cm. Czasami tworzy półkowaty lub wachlarzowaty kapelusiki o długości do 5 cm, szerokości 0,8–4 cm, twarde i kruche. Ich górna powierzchnia ciemnobrązowa w odcieniach czerwonych, koncentrycznie strefowana, naga, z cienką skórką. Powierzchnia hymenialna w stanie świeżym o barwie od chromowej do siarkowożółtej, po wyschnięciu jaśniejsza. Pory drobne, gołym okiem ledwo widoczne, w liczbie 8–10 na 1 mm. Rurki jednowarstwowe o długości do 1 mm. Kontekst gęsty, o barwie od płowożółtej do brązowej, w KOH czerwony.
Cechy mikroskopowe
System strzępkowy dimityczny. Strzępki generatywne ze sprzążkami, zwykle trudne do znalezienia i najłatwiejsze do zobaczenia w pobliżu ujścia rurki. Mają szerokość 2–3 µm. Dominujące w tramie i kontekście strzępki szkieletowe zlepione i często bardzo trudne do rozdzielenia, szkliste i grubościenne o szerokości 2–4 µm. Cystydy w postacie szkieletocystyd, niektóre z mocno inkrustowanymi wierzchołkami (metuloidy). Ich inkrustowana część ma długość 30–70 µm, szerokość 4–7 µm. Podstawki maczugowate, krótkie, z 4 sterygmami 10–12 × 4–5 µm ze sprzążką bazalną. Bazydiospory szeroko elipsoidalne, często lekko spłaszczone osiowo, gładkie, cienkościenne, nieamyloidalne, 2,6–2,8 × 1,8–2 µm.

## Występowanie i siedlisko
Żółtoporek tropikalny występuje w niektórych krajach Europy, w Afryce, Australii, Ameryce Południowej, Meksyku i na niektórych wyspach. W Polsce znane jest tylko jedno, już historyczne, stanowisko. Podał je w 1889 r. Joseph Schröter na drewnie w kopalni w Bytomiu. Według W. Wojewody jest to gatunek na terenie Polski wymarły.
Nadrzewny grzyb saprotroficzny rozwijający się na drewnie drzew liściastych. W Europie występuje tylko na drewnie konstrukcyjnym w kopalniach, szklarniach itp. w wilgotnych miejscach o jednakowej temperaturze. Powoduje białą zgniliznę drewna.